# Laguna de la Bahía Simpson
La Laguna de la Bahía Simpson (en neerlandés: Simsonbaailagune; conocida en francés como: Grand Étang de Simsonbaai) es una de las mayores lagunas interiores de las Antillas en el mar Caribe. Se encuentra en la isla de San Martín (Saint Martin / Sint Maarten). La frontera entre las mitades de los franceses y holandeses de la isla se extiende por el centro de la laguna. Hay dos pequeñas islas que se encuentran en la laguna: la mayor, la Grand Ilet (también conocido como la isla del Explorador) hacia el norte, se encuentra dentro de la región francesa de Saint-Martin; la, menor el cayo pequeño, al sur, está en el lado holandés de Sint Maarten.
La laguna está conectada con el mar Caribe, a través de un pequeño canal, en el norte-oeste, que desemboca en Baie Nettle en San Martín y otro pequeño canal en el sureste que desemboca en la Bahía Simpson, en Sint Maarten. El aeropuerto de Sint Maarten, el Aeropuerto Internacional Princesa Juliana se encuentra cerca de la costa sur de la laguna.
Las aguas protegidas de esta laguna proporcionan importantes hábitats para pastos marinos y manglares, y son zonas conocidas para peces de arrecife que probablemente se alimentan de las áreas marinas protegidas en la isla.